# Женевське озеро
Озеро Лемáн (Жене́вське о́зеро) (фр. Lac Léman, Le Léman, нім. Genfersee, англ. Geneva lake) — прісноводне озеро на кордоні Швейцарії та Франції, у міжгірській западині між Альпами та горами Юра.
Назва «Женевське озеро» поширена в англійській, німецькій, російській мовах. Однак, вона не вмотивована географічно, адже на березі озера також розташовані зі швейцарського боку такі міста, як Лозанна, Монтре, Веве, Морж, а з французького — Евіан і Тонон.
Друге за площею прісноводе озеро в центральній Європі (після Балатону). 60 % його перебуває під юрисдикцією Швейцарії (кантони Во, Женева, і Вале) і 40 % — Франції. Улоговина озера сформована льодовиком. Озеро умовно поділяють на три частини: Високе Озеро (східна частина від впадіння Рони до лінії Меєрі-Ріва), Велике Озеро (найширша його частина) та Мале Озеро (звуження у південно-західній частині від лінії Івуар-Пранжен до витоку Рони в Женеві).
У 1960-х роках озеро мало занадто високий рівень забруднення, який нівелював його рекреаційне значення. У 1980-х з тієї ж причини рибу було майже знищено. Сьогодні рівні забруднення доведено до рівня безпеки і в озері вже безпечно купатися.
В озеро річками виноситься багато осадових порід. За розрахунками вчених озеро буде занесене осадом через 30 тисяч років.
Площа 582 км², глибина до 310 м; протікає річка Рона; судноплавне; на Женевському озері є численні осередки туризму й відпочинку, курорти; Шийонський замок; головні міста на берегах озера: Лозанна та Женева.

## Топоніміка
Ділянку узбережжя між Женевою та Лозанною називають (фр. La Côte), а ділянку між Лозанною і Веве — Лаво (фр. Lavaux).
Найраніша писемно зафіксована назва озера — (лат. Lacus Lemannus), дана ще в часи римського панування. У IV столітті вона перетворилась на (лат. Lacus Lausonius) або (лат. Lacus Losanetes), а в середньовіччі — на (фр. Lac de Lausanne).
У XVII столітті усталилася назва «озеро Леман» (фр. Lac Léman). На деяких старих картах озеро позначене як (фр. Lac d’Ouchy, Уши — порт на лозаннському березі).
Широковідомим стало це озеро після того, як група Deep Purple записала хіт «Smoke on the water» (грудень 1971 року, вперше випущений в альбомі Machine Head у березні 1972 року). В основу пісні лягли події грудня 1971 р. у містечку Монтре.

## Гідрографія
Женевське озеро отримує воду з різних річок швейцарських кантонів (Вале, Во, Фрібур та Женева) та французьких департаментів (Верхня Савоя, Ен). Серед усіх приток найзначніший внесок надходить із Рони.
Вода Женевського озера багата на розчинні мінерали, а саме карбонати та сульфати магнію та кальцію, нерозчинні частки у вигляді суспензії осаджуються при відстої води. Кількість нерозчинного матеріалу, який прибуває головним чином з водою Рони, сягає 8 млн т щорічно.

## Подія Тауредунум
У 563 році стався зсув гірських порід на східному кінці озера, через що виникла 13-метрова хвиля (цунамі). Камінням було знищено декілька сіл, повінь затопила Лозанну, а потім Женеву, де було знищено, між іншим, міст через Рону. Схожі внутрішні цунамі виникали на Фірвальдштеттському озері в 1601 та 1678 роках, а також на Лауерцер-Зее в 1806 році.

## Визначні пам'ятки
Одним з головних символів є фортеця Шийон біля міста Монтре на східному кінці озера. Це найвідвідуваніша історична будівля Швейцарії, розташована вона на кам'яному острові в озері.
Женевський фонтан, що здіймається в повітря на 140 м, є одним із головних символів Женеви. Між Веве та Лозанною знаходяться виноградні тераси Лаво, які належать до культурної спадщини ЮНЕСКО.
Музей Женевського озера розташований у Ньйоні та представляє історію виникнення озера.
Поблизу Ла-Тур-де-Пе на глибині від 40 до 60 метрів знаходиться затоплений пароплав Hirondelle (Ластівка), який натрапив на підводний камінь 10 червня 1862 року. Зараз це місце є улюбленим об'єктом для дайверів. Одразу біля фортеці Шійон знаходиться дивовижна, близько 100 метрів висотою, підводна кам'яна стіна. Дайвери з невеликим досвідом пірнання залюбки відвідують уламки п'яти човнів біля Ерманс.